# Wassyl Chymynez

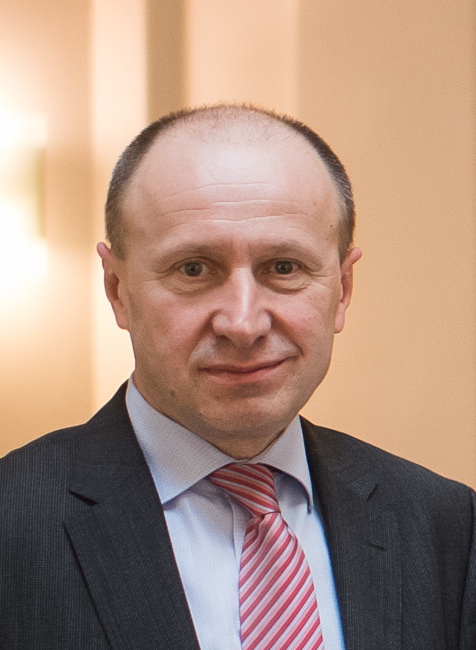
Vasyl Khymynets (2022)

Wassyl Wassyljowytsch Chymynez (ukrainisch Василь Васильович Химинець, engl. Transkription Vasyl Khymynets; wiss. Transliteration Vasylʹ Vasylʹovyč Chymynecʹ; * 13. Januar 1970 in Uschhorod oder Kybljary, Rajon Uschhorod, Ukrainische SSR) ist ein ukrainischer Diplomat. Seit Oktober 2021 ist er ukrainischer Botschafter in Österreich.

## Leben
Wassyl Chymynez studierte von 1987 bis 1993 Germanistik an der Fakultät für romanisch-germanische Philologie der Nationalen Universität Uschhorod, wo er anschließend bis 1997 am Lehrstuhl für Germanistik tätig war. 1997 studierte er an der Fakultät für Wirtschaft. 2001/02 absolvierte er die Diplomatische Akademie des Außenministeriums der Ukraine, 2008 promovierte er mit einer Dissertation über die ukrainisch-deutsche Beziehungen zum Doktor.
Von 1997 bis 2001 war er zweiter Botschaftssekretär an der Botschaft der Ukraine in der Republik Österreich. Ab 2001 war er am ukrainischen Außenministerium als Leiter des Referats für ukrainische Diaspora, nationale Minderheiten und Konfessionen beschäftigt. 2003 wechselte er an die Ukrainische Botschaft in Berlin, wo er bis 2007 als erster Botschaftssekretär fungierte. Anschließend war er wieder am Außenministerium der Ukraine tätig, ab 2008 als stellvertretender Leiter des Büros des Außenministers. 2009 kehrte er nach Berlin zurück, wo er später unter anderem Geschäftsträger war. Von 2015 bis 2021 leitete er die 1. Territoriale Europa-Abteilung im ukrainischen Außenministerium.
Im Oktober 2021 wurde er als Nachfolger von Oleksandr Schtscherba außerordentlicher und bevollmächtigter Botschafter der Ukraine in der Republik Österreich, am 13. Oktober 2021 überreichte er sein Beglaubigungsschreiben dem Generalsekretär für auswärtige Angelegenheiten Peter Launsky-Tieffenthal.